# HD 149026 b

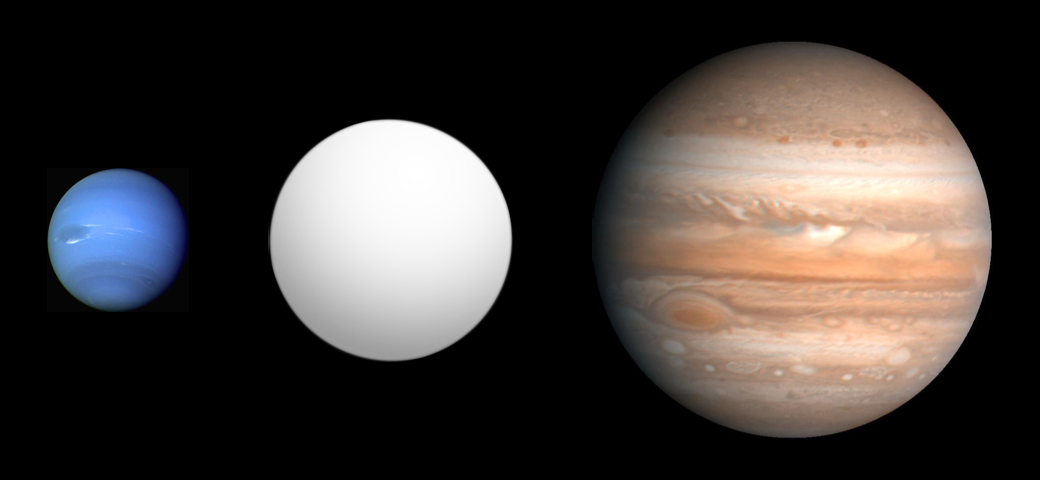
Comparaison de HD 149026 b entre Neptune et Jupiter.

HD 149026 b ou Smertrios est une exoplanète à environ 256 années-lumière dans la constellation d'Hercule. La planète a été découverte après son transit sur son étoile mère HD 149026 en 2005.